# Love and Pop
Pour plus de détails, voir Fiche technique et Distribution.
Love and Pop (ラブ&ポップ) est un film japonais sorti en 1998, réalisé par Hideaki Anno, adaptation de la nouvelle Love & Pop: Topaz II de Ryu Murakami, faisant suite au film Tokyo décadence adapté du roman Topaz. Il est édité internationalement en DVD en 2004.

## Synopsis
Le film raconte l'histoire de quatre amies adolescentes s'engageant dans l'enjo kōsai pour gagner de l'argent de poche.

## Fiche technique
- Titre : Love and Pop
- Titre original : ラブ&ポップ
- Réalisation : Hideaki Anno
- Pays de production :  Japon
- Langue originale : japonais
- Durée : 110 minutes[1]
- Date de sortie :
  - Japon : 9 janvier 1998[1]

## Distribution
- Asumi Miwa : Hiromi Yoshii
- Kirari : Chisa Noda
- Yukie Nakama : Chieko Takahashi
- Hirono Kudō : Nao Yokoi
- Mitsuru Hirata
- Mitsuru Fukikoshi
- Moro Morooka
- Tōru Tezuka
- Ikkei Watanabe
- Tadanobu Asano
- Kotono Mitsuishi
- Akira Ishida
- Hitomi Miwa
- Megumi Hayashibara : Voix du central d'appel
- Nana Okata
- Leo Morimoto